# Michael Nightingale
Alfred George Cyril Michael Nightingale (* 6. Oktober 1922 in Brighton; † 8. Mai 1999 in Wormshill, Kent) war ein britischer Schauspieler.

## Leben und Wirken
Michael Nightingale begann seine Schauspielkarriere am Theater. 1947 debütierte er in der Rolle eines Soldaten am Alhambra Theatre in London, einem Varietétheater, in Esther McCrackens Stück No Medals. Bis Mitte der 1960er Jahre spielte er an verschiedenen Bühnen in London und anderen Orten Englands, darunter an den Londoner Globe Theatre und Criterion Theatre sowie an den Theatre Royal in Nottingham, Haymarket und besonders häufig in Windsor.
Sein Filmdebüt gab Nightingale 1952 in Harold Frenchs Kriminal-Drama Der Mann, der sich selbst nicht kannte nach Georges Simenon in einer Nebenrolle als Buchhalter. Es folgten sporadische Rollen, oftmals in Klein- und Kleinstrollen. In Ist ja irre – unser Torpedo kommt zurück arbeitete er 1960 erstmals mit Regisseur Gerald Thomas zusammen. Der Film gehört, trotzdem der deutsche Titel das suggerierte, nicht zu dessen Carry-On-Filmreihe. Ein Jahr später stieß er ab dem fünften Film der Reihe, Nicht so toll, Süßer, zu den Darstellern. Bis 1964 spielte er ausschließlich in sieben Filmen von Thomas mit, darunter vieren der Carry-on-Reihe. Meist waren es auch hier sehr kleine Rollen, so einen Bahnhofsvorsteher in Die eiserne Jungfrau oder einen prähistorischen Briten in Ist ja irre – Cäsar liebt Cleopatra. Bis 1978 spielte er in insgesamt 24 Filme unter der Regie von Thomas mit, 13 davon gehörten zur Carry-on-Filmreihe. Damit ist er der meistbeschäftigte Darsteller der Reihe, der nicht zu den klassischen Stars der Serie gerechnet wird. Mit seinen Auftritten ist er zudem der Darsteller mit den zehntmeisten Auftritten in der 30 Filme umfassenden Serie, womit er bekanntere Darsteller, die mit ihr verbunden sind, wie Jim Dale, Barbara Windsor, Patsy Rowlands, Jack Douglas und Terry Scott hinter sich ließ. Sein letzter Film der Reihe und mit Thomas war der 29. Film, Mach’ weiter, Emmanuelle, nach dessen Misserfolg zunächst eine längere Pause begann. Im Jahr darauf drehte er mit Michael Andersons Schatten um Dominique den letzten seiner 39 Filme. Neben den bereits genannten drehte er unter anderem mit den Regisseuren J. Lee Thompson, Bryan Forbes, Blake Edwards, Ken Hughes und Terence Fisher.
Für das britische Fernsehen stand Nightingale schon 1948 in der John-Galsworthy-Verfilmung Loyalties vor der Kamera. Es folgten Rollen in mehr als 50 Produktionen, wobei Nightingale nie über Gastrollen in Serien hinaus kam, abgesehen von einer Staffel als Stammdarsteller in der Krimiserie Dixon of Dock Green. Im deutschen Sprachraum am bekanntesten dürften die Serien Nummer 6, Mit Schirm, Charme und Melone, UFO, Geheimauftrag für John Drake, Die 2 sowie Carry On Laughing!. Letztere Serie war eine TV-Umsetzung von Thomas’ Carry-on-Reihe. Im Fernsehen hatte er auch die 1980er Jahre über immer wieder Auftritte, als er für Kinorollen nicht mehr besetzt wurde. Seine letzte Rolle hatte er nach mehrfähriger Pause 1994 als Ailwin Corde in der zweiten Folge der Serie Bruder Cadfael nach den Romanen von Edith Pargeter.
Nightingale war seit 1956 verheiratet und hatte ein Kind. Er verstarb im Alter von 76 Jahren und ist im Downs Crematorium in Brighton bestattet.

## Filmografie (Auswahl)
Kinofilme
- 1952: Der Mann, der sich selbst nicht kannte (The Man Who Watched Trains Go By)
- 1953: Hochzeitsnacht (Is Your Honeymoon Really Necessary)
- 1957: Der Mann im Schatten (Man in the Shadow)
- 1958: Eiskalt in Alexandrien – Feuersturm über Afrika (Ice Cold in Alex)[4]
- 1959: Die Würger von Bombay (The Stranglers of Bombay)
- 1960: Die jungen Jakobiter (The Young Jacobites)
- 1960: Ist ja irre – unser Torpedo kommt zurück (Watch Your Stern)
- 1961: Nicht so toll, Süßer (Carry On Regardless)
- 1961: Skandal in der Wigmore Hall (auch Quintett mit Harfe und Trompete, Raising The Wind)
- 1962: Die eiserne Jungfrau (The Iron Maiden)
- 1963: Ist ja irre – diese müden Taxifahrer (auch Der Krach kommt doch, Carry On Cabby)
- 1963: Ist ja irre – ’ne abgetakelte Fregatte (auch Held im Hemd, Carry On Jack, auch Carry On Venus)
- 1964: Ist ja irre – Cäsar liebt Cleopatra (auch Cleo, Liebe und Antike, Carry On Cleo)
- 1965: Ist ja irre – der dreiste Cowboy (auch Rumpo Kid bittet zum Duell, Carry On Cowboy)
- 1966: Ist ja irre – Nur nicht den Kopf verlieren (Carry On – Don't Lose your Head)
- 1967: Ist ja irre – In der Wüste fließt kein Wasser (Carry On – Follow that Camel)
- 1969: Das total verrückte Campingparadies (Carry On Camping)
- 1971: Der wütende Mond (auch Rosen im Winter, The Raging Moon)
- 1972: Meuterei im Bus (Mutiny on the Buses)
- 1972: Die total verrückte Oberschwester (auch Die total verrückte Krankenschwester, Carry On Matron)
- 1973: Schütze dieses Haus (Bless This House)
- 1973: Mißwahl auf Englisch (Carry On Girls)
- 1974: Mach’ weiter, Dick! (auch Der total verrückte Straßenräuber, Carry On Dick)
- 1974: Ein Mann stellt eine Falle (auch G - Der schwarze Panther, The Internecine Project)
- 1975: Der rosarote Panther kehrt zurück (The Return of the Pink Panther)
- 1976: Retter der Nation (Carry On England)
- 1978: Mach’ weiter, Emmanuelle (Carry On Emmannuelle)
- 1979: Schatten um Dominique (Dominique)

Fernsehen
- 1953: Douglas Fairbanks, Jr., Presents (1 Episode)
- 1961–1962: Dixon of Dock Green (24 Episoden)
- 1964: Taxi! (1 Episode)
- 1964: Geheimauftrag für John Drake (1 Episode)
- 1967: Nummer 6 (1 Episode)
- 1967–1968: Mit Schirm, Charme und Melone (2 Episoden)
- 1969: Nearest and Dearest (1 Episode)
- 1970: Mädchen in den Wolken (1 Episode)
- 1970: UFO (1 Episode)
- 1971: Der Spürsinn des Mr. Reeder (1 Episode)
- 1971: Die 2 (1 Episode)
- 1971: Die Rivalen von Sherlock Holmes (1 Episode)
- 1975: Carry On Laughing! (2 Episoden)
- 1978–1981: The Dick Emery Show (2 Episoden)
- 1980: The Two Ronnies (3 Episoden)
- 1982: Zeugin der Anklage (Witness for the Prosecution, Fernsehfilm)
- 1986: Cannon and Ball (1 Episode)
- 1986: Victoria Wood: As Seen on TV (1 Episode)
- 1989: Victoria Wood (1 Episode)
- 1994: Bruder Cadfael (1 Episode)